# Édouard Gremaud
Édouard Gremaud, né le 13 novembre 1925 à Vuadens (originaire du même lieu) et mort le 19 octobre 1992 à Fribourg, est une personnalité politique du canton de Fribourg, en Suisse, membre du Parti démocrate-chrétien (PDC).
Il est conseiller d'État de 1981 à 1991, à la tête de la Direction de l'économie, des transports et de l'énergie.
En son hommage, la Haute École d’Ingénierie et d’Architecture de Fribourg (HEIA-FR) a donné son nom à l’auditoire principal de l’établissement. 

## Sources
- Annuaire du canton de Fribourg, bulletin officiel du canton de Fribourg, tracts électoraux du PDC, chronique fribourgeoise 1992. Ces hommes que nous avons élus (ouvrage sur les élections de 1976).